# Herita
Herita vzw je nadace, která spravuje historické památky ve Vlámsku a zpřístupňují je veřejnosti.
Nadace vznikla na konci roku 2012 sloučením organizací Erfgoed Vlaanderen, Forum voor Erfgoedverenigingen (Fórum pro sdružení památkové péče) a Vlaamse Coördinatiecentrum Open Monumentendag (Vlámské koordinační centrum Den otevřených památek).
Na správě se podílejí členové, dobrovolníci, dárci, návštěvníci nebo sympatizanti a je podporována Vlámskou vládou.
| památka                               | místo        | obrázek |                            |
| ------------------------------------- | ------------ | ------- | -------------------------- |
| Historický dům Den Wolsack a Hofkamer | Antverpy     |         |                            |
| Královský palác na řece Meir          | Antverpy     |         |                            |
| Větrný mlýn v Hoeke                   | Damme        |         |                            |
| Muzeum tramvají Schepdaal             | Dilbeek      |         |                            |
| Opatství Herkenrode                   | Hasselt      |         |                            |
| Zámek Horst                           | Holsbeek     |         |                            |
| Pevnost Napoleon                      | Ostende      |         |                            |
| Kaple Panny Marie ze Steenbergenu     | Oud-Heverlee |         |                            |
| Zámek Beauvoorde                      | Veurne       |         |                            |
| Zámek Laarne                          | Laarne       |         | od 1. ledna 2023 na 40 let |
| Zámek Heers                           | Heers        |         | od roku 2022 na 35 let     |